# Drăgotești (Dolj)
Drăgoteşti é uma comuna romena localizada no distrito de Dolj, na região de Oltênia. A comuna possui uma área de 59.30 km² e sua população era de 2315 habitantes segundo o censo de 2007.